# Beaubray
Beaubray est une commune française située dans le département de l'Eure, en région Normandie.

## Géographie

### Localisation
Village du pays d'Ouche.
| Sainte-Marthe                                         | Conches-en-Ouche                | Nagel-Séez-Mesnil               |
| Le Lesme (comm. dél. de Sainte-Marguerite-de-l'Autel) | Beaubray                        |                                 |
|                                                       | Chambois (comm. dél. du Chesne) | Chambois (comm. dél. du Chesne) |

### Hydrographie
La commune est située dans le bassin Seine-Normandie. Elle est drainée par le Rouloir,.
Le Rouloir, d'une longueur de 49 km, prend sa source dans la commune de Saint-Ouen-sur-Iton et se jette  dans un bras de l'Iton à Glisolles, après avoir traversé 15 communes.

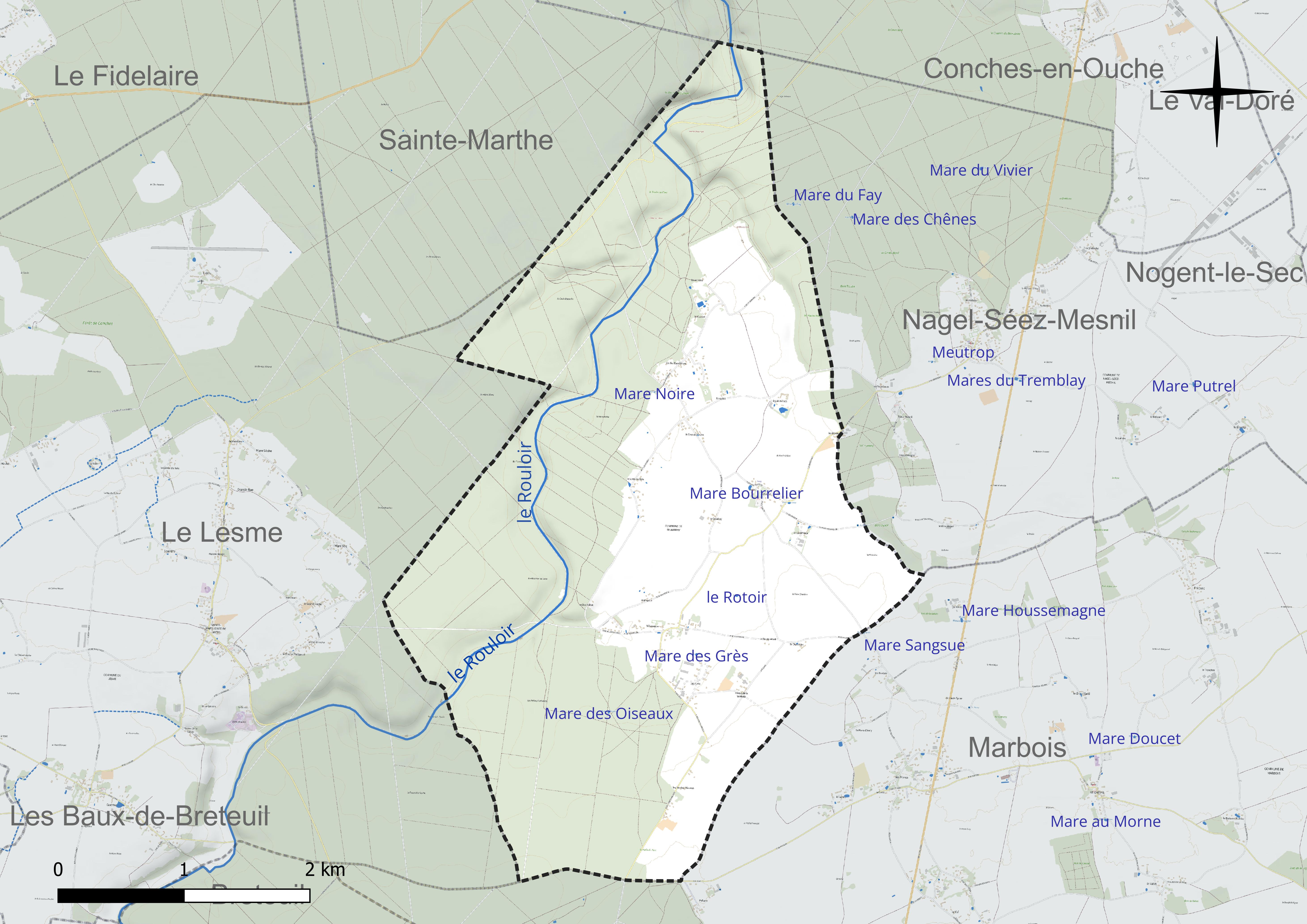
Réseau hydrographique de Beaubray.

Cinq plans d'eau complètent le réseau hydrographique : la mare Bourrelier (0 ha), la mare des Grès (0 ha), la mare des Oiseaux (0 ha), la mare Noire (0 ha) et le Rotoir (0 ha),.

### Climat
Pour des articles plus généraux, voir Climat de la Normandie et Climat de l'Eure.
En 2010, le climat de la commune est de type climat océanique dégradé des plaines du Centre et du Nord, selon une étude du CNRS s'appuyant sur une série de données couvrant la période 1971-2000. En 2020, Météo-France publie une typologie des climats de la France métropolitaine dans laquelle la commune est exposée à un climat océanique et est dans une zone de transition entre les régions climatiques « Sud-ouest du bassin Parisien » et « Côtes de la Manche orientale ». Parallèlement le GIEC normand, un groupe régional d’experts sur le climat, différencie quant à lui, dans une étude de 2020, trois grands types de climats pour la région Normandie, nuancés à une échelle plus fine par les facteurs géographiques locaux. La commune est, selon ce zonage, exposée à un « climat des plateaux abrités », correspondant aux plaines agricoles de l’Eure, avec une pluviométrie beaucoup plus faible que dans la plaine de Caen en raison du double effet d’abri provoqué par les collines du Bocage normand et par celles qui s’étendent sur un axe du Pays d'Auge au Perche.
Pour la période 1971-2000, la température annuelle moyenne est de 10,1 °C, avec  une amplitude thermique annuelle de 13,8 °C. Le cumul annuel moyen de précipitations est de 695 mm, avec 11,3 jours de précipitations en janvier et 8,2 jours en juillet. Pour la période 1991-2020, la température moyenne annuelle observée sur la station météorologique la plus proche, située sur la commune de Breteuil à 8 km à vol d'oiseau, est de 11,1 °C et le cumul annuel moyen de précipitations est de 698,2 mm,. Pour l'avenir, les paramètres climatiques de la commune estimés pour 2050 selon différents scénarios d’émission de gaz à effet de serre sont consultables sur un site dédié publié par Météo-France en novembre 2022.

## Urbanisme

### Typologie
Au 1er janvier 2024, Beaubray est catégorisée commune rurale à habitat dispersé, selon la nouvelle grille communale de densité à 7 niveaux définie par l'Insee en 2022.
Elle est située hors unité urbaine. Par ailleurs la commune fait partie de l'aire d'attraction d'Évreux, dont elle est une commune de la couronne,. Cette aire, qui regroupe 108 communes, est catégorisée dans les aires de 50 000 à moins de 200 000 habitants,.

### Occupation des sols
L'occupation des sols de la commune, telle qu'elle ressort de la base de données européenne d’occupation biophysique des sols Corine Land Cover (CLC), est marquée par l'importance des forêts et milieux semi-naturels (59,1 % en 2018), une proportion identique à celle de 1990 (59,1 %). La répartition détaillée en 2018 est la suivante : 
forêts (57,2 %), terres arables (36,6 %), zones agricoles hétérogènes (4,3 %), milieux à végétation arbustive et/ou herbacée (1,8 %). L'évolution de l’occupation des sols de la commune et de ses infrastructures peut être observée sur les différentes représentations cartographiques du territoire : la carte de Cassini (XVIIIe siècle), la carte d'état-major (1820-1866) et les cartes ou photos aériennes de l'IGN pour la période actuelle (1950 à aujourd'hui).

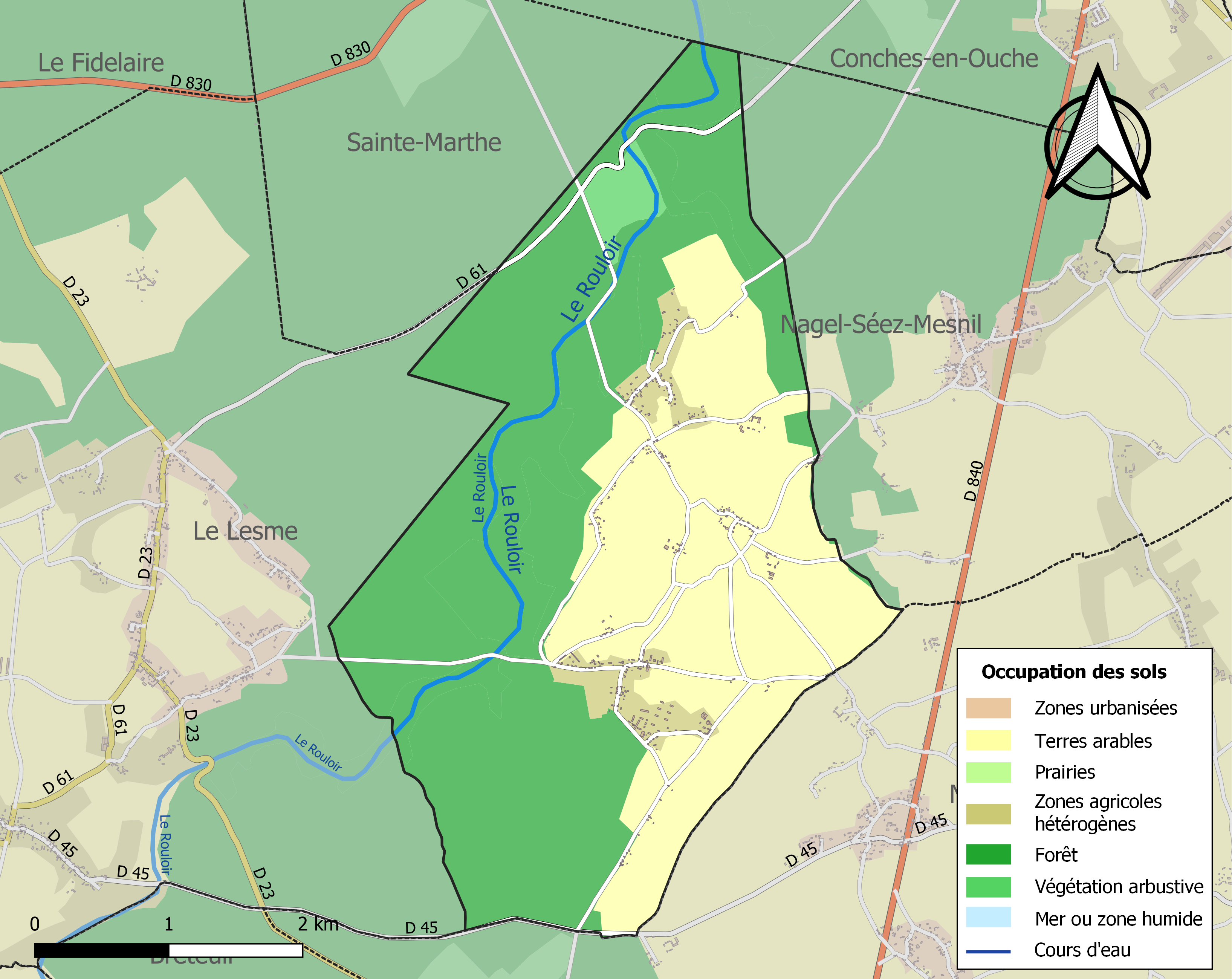
Carte des infrastructures et de l'occupation des sols de la commune en 2018 (CLC).

## Toponymie
Le nom de la localité est attesté sous la forme Balbericus en 1025, Baubere au XVe siècle, Bauberay en 1504 (actes de la vicomté d’Évreux), Beaubrey en 1793, Baubrey en 1801, Beaubré en 1805, Beaubrai en 1838, Baubray en 1840.

## Politique et administration
| Période                                  | Période  | Identité       | Étiquette | Qualité          |
| ---------------------------------------- | -------- | -------------- | --------- | ---------------- |
| mars 1959                                | 2008     | André Dubosc   |           |                  |
| mars 2008                                | en cours | Denis Cavelier | SE        | Salarié agricole |
| Les données manquantes sont à compléter. |          |                |           |                  |

## Démographie
L'évolution du nombre d'habitants est connue à travers les recensements de la population effectués dans la commune depuis 1793. Pour les communes de moins de 10 000 habitants, une enquête de recensement portant sur toute la population est réalisée tous les cinq ans, les populations de référence des années intermédiaires étant quant à elles estimées par interpolation ou extrapolation. Pour la commune, le premier recensement exhaustif entrant dans le cadre du nouveau dispositif a été réalisé en 2005.

En 2022, la commune comptait 338 habitants, en évolution de +5,63 % par rapport à 2016 (Eure : −0,25 %, France hors Mayotte : +2,11 %).
| 1793 | 1800 | 1806 | 1821 | 1831 | 1836 | 1841 | 1846 | 1851 |
| ---- | ---- | ---- | ---- | ---- | ---- | ---- | ---- | ---- |
| 709  | 764  | 609  | 717  | 649  | 614  | 626  | 567  | 549  |

| 1856 | 1861 | 1866 | 1872 | 1876 | 1881 | 1886 | 1891 | 1896 |
| ---- | ---- | ---- | ---- | ---- | ---- | ---- | ---- | ---- |
| 527  | 479  | 438  | 408  | 375  | 365  | 319  | 302  | 270  |

| 1901 | 1906 | 1911 | 1921 | 1926 | 1931 | 1936 | 1946 | 1954 |
| ---- | ---- | ---- | ---- | ---- | ---- | ---- | ---- | ---- |
| 247  | 216  | 216  | 204  | 234  | 202  | 195  | 222  | 231  |

| 1962 | 1968 | 1975 | 1982 | 1990 | 1999 | 2005 | 2006 | 2010 |
| ---- | ---- | ---- | ---- | ---- | ---- | ---- | ---- | ---- |
| 215  | 227  | 252  | 222  | 254  | 266  | 280  | 277  | 292  |

| 2015 | 2020 | 2022 | - | - | - | - | - | - |
| ---- | ---- | ---- | - | - | - | - | - | - |
| 322  | 336  | 338  | - | - | - | - | - | - |

## Culture locale et patrimoine

### Lieux et monuments

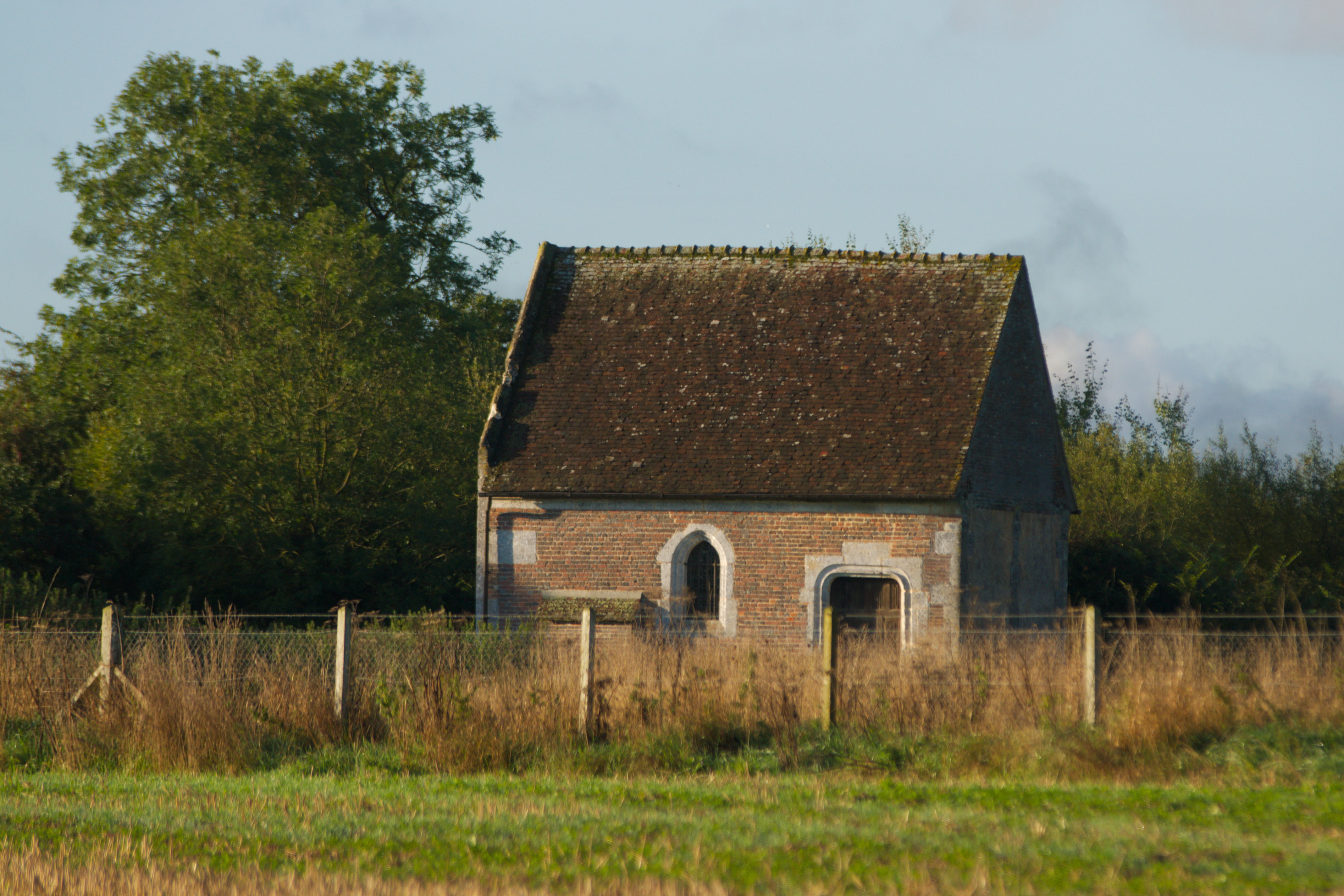
La chapelle des Minières.

La commune de Beaubray compte un édifice inscrit au titre des monuments historiques :
- la chapelle des Minières (XVIe)  Inscrit MH (1998)[25]. Cette chapelle a été construite en 1526 par la famille de Postel dans l'enceinte de son manoir des Minières. L'édifice est de forme rectangulaire en pierre de taille et brique avec charpente à chevrons formant fermes. Il se distingue par son chœur éclairé par un grand vitrail de la Passion du Christ du XVIe siècle, par un enfeu contenant une remarquable mise au tombeau en pierre polychrome des années 1530[26] et une exceptionnelle statuaire de la fin du XVe et du début du XVIe siècle.

Autres édifices :
- l'église Notre-Dame.
- chapelle funéraire de Tourlaville[27]

### Patrimoine naturel

#### Site classé
- L'if situé dans le cimetière  Site classé (1929)[28].